# 사이키델릭 록

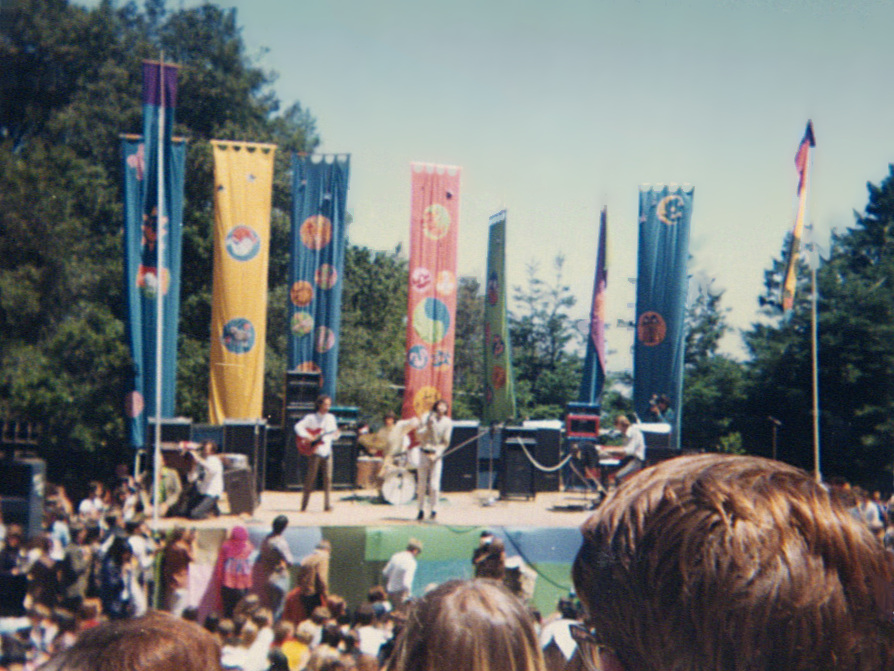

사이키델릭 록(영어: psychedelic rock)은 록 음악의 한 종류이다. 애시드 록, 드러그 록 또는 사이키델릭이라고도 한다. 이름에서 볼 수 있듯이 현란한 조명효과에 마약을 한 상태에서 연주하는 것 같은 환각적인 분위기가 특징이다.
1960년대 중반 영국과 미국에서 비틀즈와 버즈 등의 밴드들이 처음 시도했으며, 비틀즈의 Rain, I'm Only Sleeping, Tomorrow Never Knows, 버즈의 Eight Miles High 같은 곡들이 그 시초이다.
그 후로 그레이트풀 데드, 제퍼슨 에어플레인, 지미 헨드릭스, 크림, 도어즈, 핑크 플로이드 같은 포크 록과 블루스 록 밴드들 사이에서 하나의 장르로 부상하였다. 사랑의 여름, 우드스톡 페스티벌과 더불어 1967년과 1968년 사이에 정점에 도달하였다.
사이키델릭 록은 사이키델릭 팝과 사이키델릭 소울의 생성에 영향을 주었다. 또한 초기블루스, 포크 음악에 기반한 록 음악으로부터 프로그레시브 록, 글램 록, 하드 록으로의 전환을 가져왔고, 그 결과 헤비 메탈 등의 하위 장르의 발전에 일부 영향을 주었다. 1970년대 후반부터 네오 사이키델리아의 다양한 형태들로 다시 나타났다.

## 한국의 사이키델릭 록
한국의 사이키델릭 록의 시작은 신중현이 처음 시도했다. 신중현은 1968년 덩키스라는 밴드를 결성하고 미8군에서 사이키델릭을 연주했다. 신중현을 뒤이어 산울림이 그들의 데뷔 앨범 《산울림 새노래 모음》과 여러 앨범에서 몽환적인 보컬과 퍼즈톤으로 사이키델릭을 연주했다.

## 사이키델릭 록 음악가
- 그레이트풀 데드
- 나이스
- 유나이티드 스테이츠 오브 아메리카
- 도어즈
- 롤링 스톤스
- 마마스 앤 파파스
- 모비 그레이프
- 바닐라 퍼지
- 버브
- 벨벳 언더그라운드
- 비치 보이스
- 비틀즈
- 뮤즈
- 빅 브라더 앤 홀딩 컴퍼니
- 서틴스 플로어 엘리베이터스
- 소프트 머신
- 아서 브라운
- 아이언 버터플라이
- 애니멀스
- 애니멀 컬렉티브
- 야드버즈
- MGMT
- 일렉트릭 플랙
- 잇츠 어 뷰티풀 데이
- 재니스 조플린
- 제퍼슨 에어플레인
- 지미 헨드릭스
- 컨트리 조 앤 더 피쉬
- 퀵실버 메신저 서비스
- 크림
- 테임 임팔라
- 트래픽
- 프랭크 자파
- 핑크 플로이드
- 히어 위 고 매직
- 라디오헤드
- 애시드 마더즈 템플

### 대한민국의 사이키델릭 록 음악가
- 3호선 버터플라이
- 국카스텐
- 김정미
- 내 귀에 도청장치
- 네눈박이나무밑쑤시기
- 레이니썬
- 산울림 (1-3집, 5집)
- 신중현
- Mot
- 쏜애플
- 에고 펑션 에러 (Ego Function Error)
- 서울전자음악단
- 아시안 체어샷
- 단편선과 선원들
- 줄리아드림
- 텔레플라이(Telefly)
- 페퍼톤스
- 패닉(2집)
- 포(POE)
- 실리카겔(Silica Gel)
- 남부한정(The Southern Limited)